# (3434) Hurless
(3434) Hurless es un asteroide perteneciente al cinturón de asteroides, descubierto el 2 de noviembre de 1981 por Brian A. Skiff desde la Estación Anderson Mesa (condado de Coconino, cerca de Flagstaff, Arizona, Estados Unidos).

## Designación y nombre
Designado provisionalmente como 1981 VO. Fue nombrado Hurless en honor a la astrónoma estadounidense Carolyn Hurless.